# Strzelce (województwo wielkopolskie)
Strzelce – wieś (dawniej miasto) w Polsce położona w województwie wielkopolskim, w powiecie chodzieskim, w gminie Chodzież.
Strzelce uzyskały lokację miejską przed 1462 rokiem, zdegradowane przed 1500 rokiem. W latach 1975–1998 miejscowość administracyjnie należała do województwa pilskiego.
Wieś sołecka - zobacz jednostki pomocnicze gminy Chodzież w BIP. Obejmuje wsie Strzelce, Strzelęcin.
Na terenie wsi znajduje się XVIII-wieczny pałac. Został zbudowany w latach 1840-44, a za jego projekt odpowiadał Friedrich August Stüler. Obiekt został stworzony na wzór renesansowej włoskiej willi. Główna część pałacu stanowi piętrowy korpus zakończony, z jednej strony dwiema czworobocznymi wieżami a z drugiej, wysoką czworoboczną wieżą widokową.